# Pseudosparianthis variabilis
Pseudosparianthis variabilis là một loài nhện trong họ Sparassidae.
Loài này thuộc chi Pseudosparianthis. Pseudosparianthis variabilis được Frederick Octavius Pickard-Cambridge miêu tả năm 1900.